# Petalium longulum
Petalium longulum là một loài bọ cánh cứng thuộc họ Ptinidae.